# TV Assembleia (Mato Grosso)
A TV Assembleia, mais conhecida pela sua sigla TVAL, é uma emissora pública de televisão brasileira com sede em Cuiabá, estado de Mato Grosso, e pertence à Assembleia Legislativa de Mato Grosso.
Basicamente, é uma emissora destinada a permitir que os cidadãos possam acompanhar o trabalho dos parlamentares da Assembleia Legislativa de Mato Grosso, seja nas Comissões, seja em Plenário.

## Sinal Digital
| PSIP | Canal Digital | Resolução de tela | Programação                               |
| ---- | ------------- | ----------------- | ----------------------------------------- |
| 30.1 | 30 UHF        | 1080i             | Programação principal da TV Assembleia MT |
| 30.2 | 30 UHF        | 480i              | Simulcast em SD                           |